# Championnats d'Europe de tir à l'arc
Les Championnats d'Europe de tir à l'arc ont été créés en 1968, il s'agit d'une compétition de tir à l'arc organisée par la World Archery Europe. Ces championnats comprennent des épreuves de tir à l'arc en extérieur pour l'arc classique depuis ses débuts et pour l'arc à poulie depuis 1994. Depuis 2010, les épreuves mixtes ont été ajoutées pour les deux catégories.

## Historique
La 26e édition, initialement prévue en 2020, a été reportée en 2021, en raison de la pandémie de Covid-19.

## Éditions
| Édition | Année | Ville          | Pays        |
| ------- | ----- | -------------- | ----------- |
| 1       | 1968  | Reutte         | Autriche    |
| 2       | 1970  | Hradec Kralove | Tchéquie    |
| 3       | 1972  | Walferdange    | Luxembourg  |
| 4       | 1974  | Zagreb         | Yougoslavie |
| 5       | 1976  | Copenhague     | Danemark    |
| 6       | 1978  | Stoneleigh     | Royaume-Uni |
| 7       | 1980  | Compiègne      | France      |
| 8       | 1982  | Kecskemét      | Hongrie     |
| 9       | 1986  | Izmir          | Turquie     |
| 10      | 1988  | Luxembourg     | Luxembourg  |
| 11      | 1990  | Barcelone      | Espagne     |
| 12      | 1992  | Malte          | Malte       |
| 13      | 1994  | Nymburk        | Tchéquie    |
| 14      | 1996  | Kranjska Gora  | Slovénie    |
| 15      | 1998  | Boé/Agen       | France      |
| 16      | 2000  | Antalya        | Turquie     |
| 17      | 2002  | Oulu           | Finlande    |
| 18      | 2004  | Bruxelles      | Belgique    |
| 19      | 2006  | Athènes        | Grèce       |
| 20      | 2008  | Vittel         | France      |
| 21      | 2010  | Rovereto       | Italie      |
| 22      | 2012  | Amsterdam      | Pays-Bas    |
| 23      | 2014  | Echmiadzin     | Arménie     |
| 24      | 2016  | Nottingham     | Royaume-Uni |
| 25      | 2018  | Legnica        | Pologne     |
| 26      | 2021  | Antalya        | Turquie     |
| 27      | 2022  | Munich         | Allemagne   |
| 28      | 2024  | Essen          | Allemagne   |